# Il giorno prima
Il giorno prima es una coproducción italo-franco-canadiense-estadounidense dirigida en 1987 por Giuliano Montaldo.
Con un argumento de Piero Angela, quien también ha contribuido en el guion y un reparto de lo más internacional, el director Giuliano Montaldo se adentra en el cine pacifista, contando una historia impregnada del más negro pesimismo. 

## Sinopsis
Una empresa constructora pretende lanzar al mercado un moderno modelo de refugio antiatómico. Como se trata de un experimento se buscan quince voluntarios de diversos países que acepten participar a cambio de una gran suma de dinero. El experimento va a tener lugar en Fráncfort del Meno, y consiste en pasar veinte días en un búnker subterráneo, bien equipado y con suministros suficientes. 
La prueba consiste en que un científico, el profesor Monroe, quiere poner a prueba las reacciones físicas y psicológicas del grupo, completamente aislados del resto del mundo. Los voluntarios son: un ingeniero que cumplirá la función de jefe del refugio; una modelo de color; un periodista americano que pretende publicar la aventura; un joven pintor; un hombre de negocios y su esposa; una anciana aristócrata; un joven médico, una comerciante, una pacifista inglés con su hijo; una familia francesa compuesta de padre madre e hija, y un fotógrafo. 
Los primeros días todo transcurre bien, pero un día el sistema de ventilación se estropea, y al repararlo, los voluntarios descubren que el refugio también está preparado como depósito de cadáveres. Los días transcurren con normalidad mientras se establecen amistades y relaciones precarias. El problema surge cuando la radio y la televisión anuncian que un misil soviético de largo alcance ha sido lanzado por error desde un submarino nuclear y va directamente a Fráncfort del Meno. La televisión emite escenas de multitudes de personas enloquecidas de la ciudad, parte de la cual, implora y golpea la puerta del búnker. 
Los voluntarios se dividen, están los dirigidos por Michel, que les gustaría abrir por razones humanitarias y aquellos, encabezados por Hans, que egoístamente solo piensan en su supervivencia. Cuando la experiencia se vuelve trágica, la puerta blindada se abre y ellos descubren… 

## Reparto
| Actor             | Personaje          |
| ----------------- | ------------------ |
| Burt Lancaster    | Dr. Herbert Monroe |
| Ben Gazzara       | Mike Zella         |
| Kate Nelligan     | Sarah Howell       |
| Ingrid Thulin     | Sra. Havemeyer     |
| Erland Josephson  | Swanson            |
| Flavio Bucci      | Herman Pundt       |
| Herman Pundt      | Max Bloch          |
| Andréa Ferréol    | Rosy Bloch         |
| Cyrielle Clair    | Laura Swanson      |
| William Berger    | Sr. Peterson       |
| Jean Benguigui    | Max Bloch          |
| Zeudi Araya       | Sheba              |
| Andrea Occhipinti | Matteo             |
| Alfredo Pea       | Dr. Paul Benoit    |